# Казе Дестри (Ла Специја)
Казе Дестри је насеље у Италији у округу Ла Специја, региону Лигурија.
Према процени из 2011. у насељу је живело 42 становника. Насеље се налази на надморској висини од 130 м.